# Mumitroldene (tv-serie fra 1990)
 For alternative betydninger, se Mumitroldene (flertydig). (Se også artikler, som begynder med Mumitroldene)
Mumitroldene er en japansk-finsk animeret tv-serie baseret på Tove Janssons bøger om Mumitroldene. Serien blev produceret mellem 1990 og 1991 og bestod oprindeligt af 78 afsnit, før en efterfølgerserie, i Japan kaldet Tanoshii Mūmin Ikka: Bōken Nikki, udvidede serien med yderligere 26 afsnit. TV-serien er blevet vist i over 100 lande.
 Der er for få eller ingen kildehenvisninger i denne artikel, hvilket er et problem. Du kan hjælpe ved at angive troværdige kilder til de påstande, som fremføres i artiklen.